# Bust a Groove
Bust a Groove, pubblicato originariamente in Giappone come Bust a Move: Dance & Rhythm Action (バスト ア ムーブ Dance & Rhythm Action?, Basuto a Mūbu Dance & Rhythm Action), è un videogioco musicale sviluppato da Metro Graphics e pubblicato nel 1998 da Enix per PlayStation. Il titolo originale del videogioco è stato modificato durante la localizzazione per evitare la confusione con Puzzle Bobble, distribuito negli Stati Uniti d'America e in Europa come Bust-a-Move.
Il gioco ha ricevuto una conversione arcade distribuita da Atlus e Namco e due seguiti: Bust a Groove 2 (1999), mai commercializzato in Europa, e Dance Summit 2001 per PlayStation 2, pubblicato solo in Giappone.

## Modalità di gioco
In Bust a Groove è possibile controllare 14 diversi personaggi, ognuno con il proprio stile musicale. Inizialmente ne saranno selezionabili solo dieci:
- Frida
- Gas-O
- Hamm
- Heat
- Hiro
- Kelly
- Kitty Nakajima
- Pinky Diamond
- Shorty
- Strike

Altri quattro personaggi saranno giocabili una volta completato il gioco alle diverse difficoltà disponibili:
- Burger Dog
- Capoeira
- Columbo
- Robo-Z

## Canzoni
La colonna sonora del gioco è curata da Avex Trax.
- Frida - Sora to Umi to Niji no Yume (空と海と虹の夢)
- Gas-O - Chemical Love
- Hamm/Burger Dog - I luv hamburgers
- Heat - 2 Bad
- Hiro - The Natural Playboy
- Kelly - Transform
- Kitty N - Aozora no KNIFE (Bust A Move Edit) (青空のknife)
  - Vers. occidentale - Bust a Groove
- Pinky - I know
- Shorty/Columbo - Waratte pon (笑ってぽん)
  - Vers. occidentale - Shorty and the EZ Mouse
- Strike - Power
- Capoeira - Uwasa no KAPOERA (噂のカポエラ)
  - Vers. occidentale - CAPOEIRA
- Robo-Z - Flyin' to your soul

## Accoglienza
Keith Stuart di The Guardian considerò Bust a Groove come uno dei trenta migliori videogiochi dimenticati nel corso del tempo.